# Brenda Chapman
Brenda Gwendolyn Chapman es una escritora, guionista, directora, productora y animadora estadounidense, en 1998 se convierte en la primera mujer en dirigir una película animada en uno de los estudios de animación más grandes del mundo al ser directora de la película El príncipe de Egipto de los estudios DreamWorks Animation. En el 2012, dirigió la película de Pixar Animation Studios y Walt Disney Company, Brave (En Latinoamérica “Valiente” e Indomable en España). Reconocida también por ser la creadora de la 11.ª princesa de la franquicia de las Princesas Disney, la cual es Mérida la Brave.
Brenda Chapman fue ganadora de los premios Annie en 1994 a Mejor Guion en film animado para el El rey león. Para el 2013, logra su mayor éxito en convertirse en la primera mujer directora en retirar un Óscar en la categoría A la mejor película de animación para Brave. Y ese mismo año gana en los BAFTA Awards a la Mejor película de animación nuevamente para Brave.

## Biografía

### Primeros años y Carrera en la animación

#### Disney
Nacida en el estado de Illinois, se crio en el pueblo de Beason, Chapman estudió en el CalArts (California Institute of the Arts). Durante las pausas de verano, comenzó su carrera profesional trabajando en la animación sindicada. Después de graduarse con una licenciatura en animación de personajes, fue parte del equipo de historia en la película La Sirenita de Disney. Ella fue una de las artistas claves de la historia en la película La Bella y la Bestia. Más tarde, se destacó como directora de historia en la película de Disney, El rey león, para entonces logró ganar el premio al "Mejor Guion de Film Animado" por El rey león en los Premios Annie.

#### DreamWorks Animation
Chapman se unió a DreamWorks Animation en otoño de 1994. Trabajó ahí en la dirección de la película El príncipe de Egipto junto con Steve Hickner y Simon Wells, convirtiéndola en la primera mujer en conseguir el papel de director en una película en uno de los estudios de animación más grandes del mundo.
Brenda también trabajó en Pollitos en fuga, El camino hacia El Dorado y varios proyectos más de la compañía.

#### Pixar Animation Studios
Chapman se mudó a Pixar en 2003, donde fue elegida como guionista en la película Cars antes de empezar el desarrollo y escritura de la historia de la película Valiente. Chapman fue anunciada como directora de la película Valiente ("The Bear and the Bow" al principio) convirtiéndose nuevamente la primera directora de los estudios Pixar. Pero sin embargo, en octubre del 2010 fue reemplazada por el director Mark Andrews después de desacuerdos creativos, pasando a ser codirectora. Brenda Chapman deja Pixar a finales de julio del 2012.
Otros créditos: Ratatouille, WALL·E, Up, Toy Story 3 y Cars 2.

### Brenda en la actualidad
Según su sitio web, ella ahora mismo trabaja en un libro de memorias, y también trabaja en su cuento para niños que ella llama "A birthday".

#### Vida personal
Chapman es esposa del director Kevin Lima, director de las películas de Disney Tarzán y Enchanted. Y tienen una hija llamada Emma, que por medio de ella, se inspiró para escribir la historia de Brave de Pixar Animation.

## Trabajando en Brave
Chapman ingresó a Pixar en el 2003 por medio de Joe Ranft, para trabajar en el guion de la película de Cars. Chapman comenzó a escribir la historia de Brave. Fue inspirada por la relación de ella con su hija, fue así como nació Mérida y Elinor.
También en un reportaje realizado por un periódico local llamado Lincoln Courier. Brenda comenta que los nombres Mérida y Elinor nacieron de unas conocidas que crecieron con Chapman en Beason, Illinois. También ella se inspiró de Escocia, según ella, tiene ascendencia escocesa, también confirma que es un buen lugar para un cuento de hadas como la vista en "Brave".
Por desacuerdos creativos, Chapman fue reemplazada por Mark Andrews, pero siempre se mantuvo al tanto del mando de "Brave". Chapman confiesa al New York Times por medio de la columna de opinión, sentirse devastada al ser corrida de su propio proyecto, también dando a entender, que se dio sexismo y machismo al ser reemplazada por ser mujer. Al final de todo, Brenda Chapman siempre aparece acreditada como segunda directora de la película al final de esta. Ella también asegura que su visión o su propósito, siempre se mantuvo en la película, tal como ella lo quería.

### Después de Brave
Para finales de julio (2012), varios sitios web informan que Brenda ya no trabaja en Pixar, después del estreno de Brave, abriéndosele las puertas de Lucasfilm Animation como consultora de animación. También se mencionó que ella recuperó su antiguo empleo en DreamWorks, teniendo 2 puestos importantes. En una entrevista realizada por el Animation Magazine, Brenda menciona que está trabajando en la adaptación de un cuento a película en DreamWorks, y también menciona sobre un proyecto en el que trabaje en LucasFilm, el cual es dirigido por Gary Rydstrom, según menciona Chapman, también deja bien en claro acerca sobre su salida de Pixar, y menciona que es una puerta cerrada y que nunca volvería a dicho estudio.

### Controversia con la princesa Mérida
El 11 de mayo de 2013, Mérida fue incluida en el clan de las Princesas Disney. Para el proceso de unión, la princesa fue adaptada a dibujo clásico tal como se hizo con la versión original en 3D/CGI de Rapunzel de Enredados. El diseño de Mérida fue totalmente cambiado, a un diseño más atractivo, más delgado, cambiando sus ojos y su pelo menos alborotado. Muchos fanes estuvieron en desacuerdo con el diseño, y entre los primeros, Chapman, autora de la princesa, justifica que:

Debido a la comercialización, las niñas gravitan hacia los productos princesa, así que mi objetivo era ofrecer un tipo diferente de princesa, una princesa fuerte con la que tantas madres e hijas puedan sentirse identificadas. Con este cambio de imagen Disney exhibe su descarado mercado sexista que se mueve con el dinero. .
Brenda Chapman

Por el momento, se creó una carta hacia el Director Ejecutivo de Disney, Robert A. Iger y a la Vicepresidenta Ejecutiva de Disney, Zenia Mucha, que como principal cabecilla anuncia: Disney: Say No to the Mérida Makeover, Keep Our Hero Brave! (Disney: No al rediseño de Mérida, ¡mantengan a nuestra heroína Valiente! ), campaña apoyada por 14.000 personas.
El diseño fue retirado por Disney, dejando temporalmente el diseño en CGI de la actual princesa en su sitio web oficial de Disney Princesas.

## Filmografía

### Directora
- 1998. El príncipe de Egipto
- 2012. Brave

### Otros créditos
- 1985. Rock 'n' Wrestling (Diseñadora de personajes)
- 1986. Dennis the Menace (Sincronizadora de labios de personajes)
- 1986. Heathcliff & the Catallic Cats (Sincronizadora de labios de personajes)
- 1986-1987. The Real Ghost Busters (Animadora, Preproducción)
- 1988. ¿Quién engañó a Roger Rabbit? (Artista adicional y animadora adicional)
- 1989. La sirenita (Guion gráfico)
- 1990. The Rescuers Down Under (Guion gráfico)
- 1991. La bella y la bestia (Historia)
- 1994. El rey león (Directora de Historia)
- 1996. El jorobado de Notre Dame (película de 1996) (Artista de guion gráfico)
- 1999. Fantasia 2000 (Historia)
- 2000. The Road to El Dorado (Artista adicional de guion gráfico)
- 2000. Chicken Run (Historia adicional)
- 2001. Shrek (Agradecimientos especiales)
- 2002. Tale as Old as Time: The Making of Beauty and the Beast (Agradecimientos especiales)
- 2003. Sinbad: Legend of the Seven Seas (Agradecimientos especiales)
- 2006. Cars (Historia)
- 2007. Ratatouille (Agradecimientos especiales)
- 2008. WALL·E (Ejecutiva)
- 2009. Up (Voces, equipo creativo, ejecutiva)
- 2010. Toy Story 3 (Ejecutiva creativa)
- 2011. Cars 2 (Ejecutiva creativa)
- 2012. Brave (Escritora, guionista)

## Premios y distinciones
Premios Óscar
| Año  | Categoría                   | Película | Resultado |
| ---- | --------------------------- | -------- | --------- |
| 2013 | Mejor película de animación | Brave    | Ganador   |